# Виње Черазе (Л'Аквила)
Виње Черазе (итал. Vigne Cerase) је насеље у Италији у округу Л'Аквила, региону Абруцо.
Према процени из 2011. у насељу је живело 37 становника. Насеље се налази на надморској висини од 399 м.